# مردی در جعبه
«مردی در جعبه» (به انگلیسی: Man in the Box) تک‌آهنگی از آلیس این چینز است که در سال ۱۹۹۱ میلادی منتشر شد.

## مشارکت کننده‌ها
- لین استیلی – lead vocals
- جری کنترل – گیتار, همخوان (خواننده)
- Mike Starr – گیتار بیس
- شان کینی – درام, ساز کوبه‌ای

## جایگاه در چارت‌ها

### Faceliftversion
| Chart (1991)                   | Peak position |
| ------------------------------ | ------------- |
| US Billboard Album Rock Tracks | 18            |

### Liveversion
| Chart (2000)              | Peak position |
| ------------------------- | ------------- |
| US Mainstream Rock Tracks | 39            |